# Sloveniens bidrag i Eurovision Song Contest

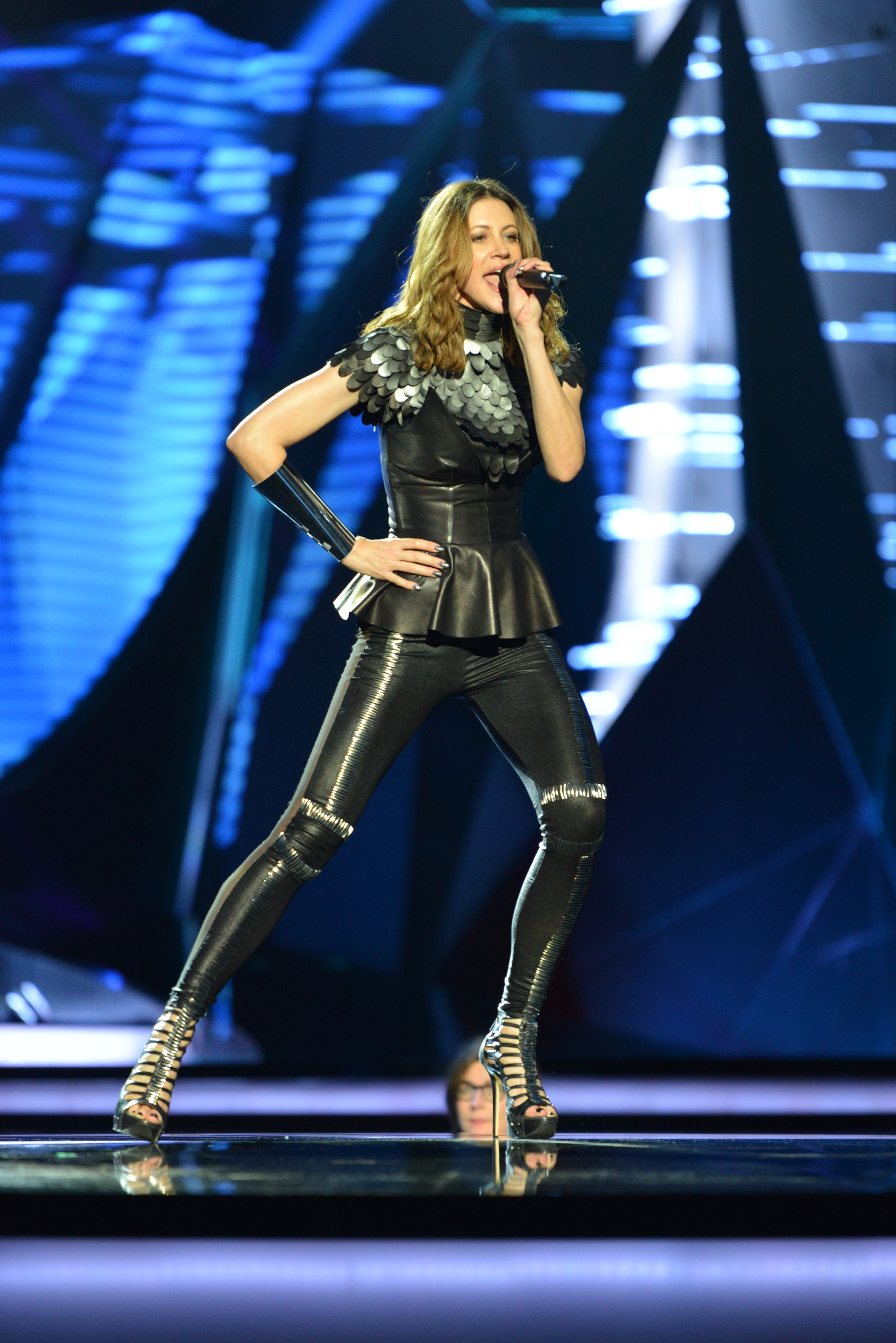
Hannah Mancini i Malmö 2013.

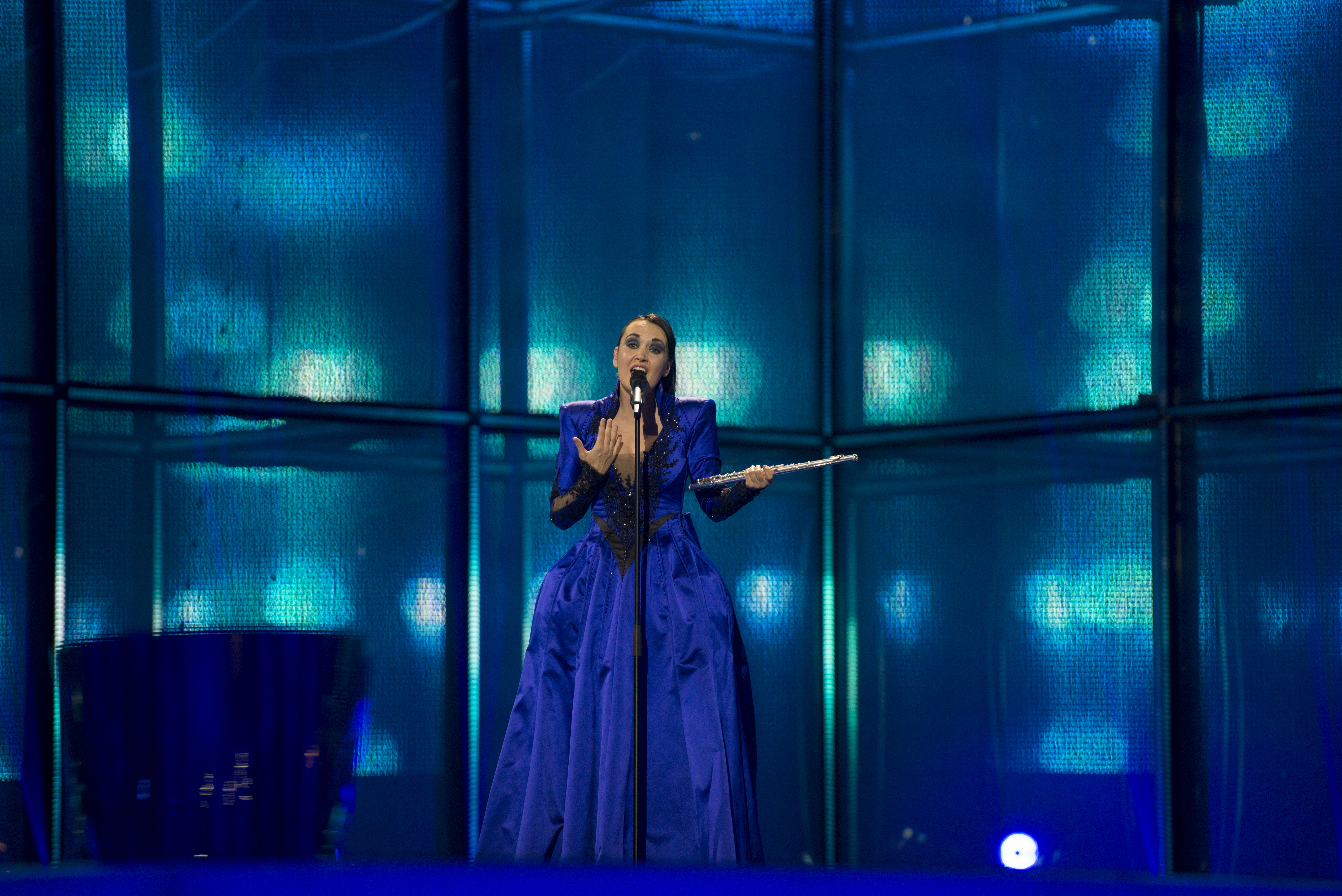
Tinkara Kovač i Köpenhamn 2014.

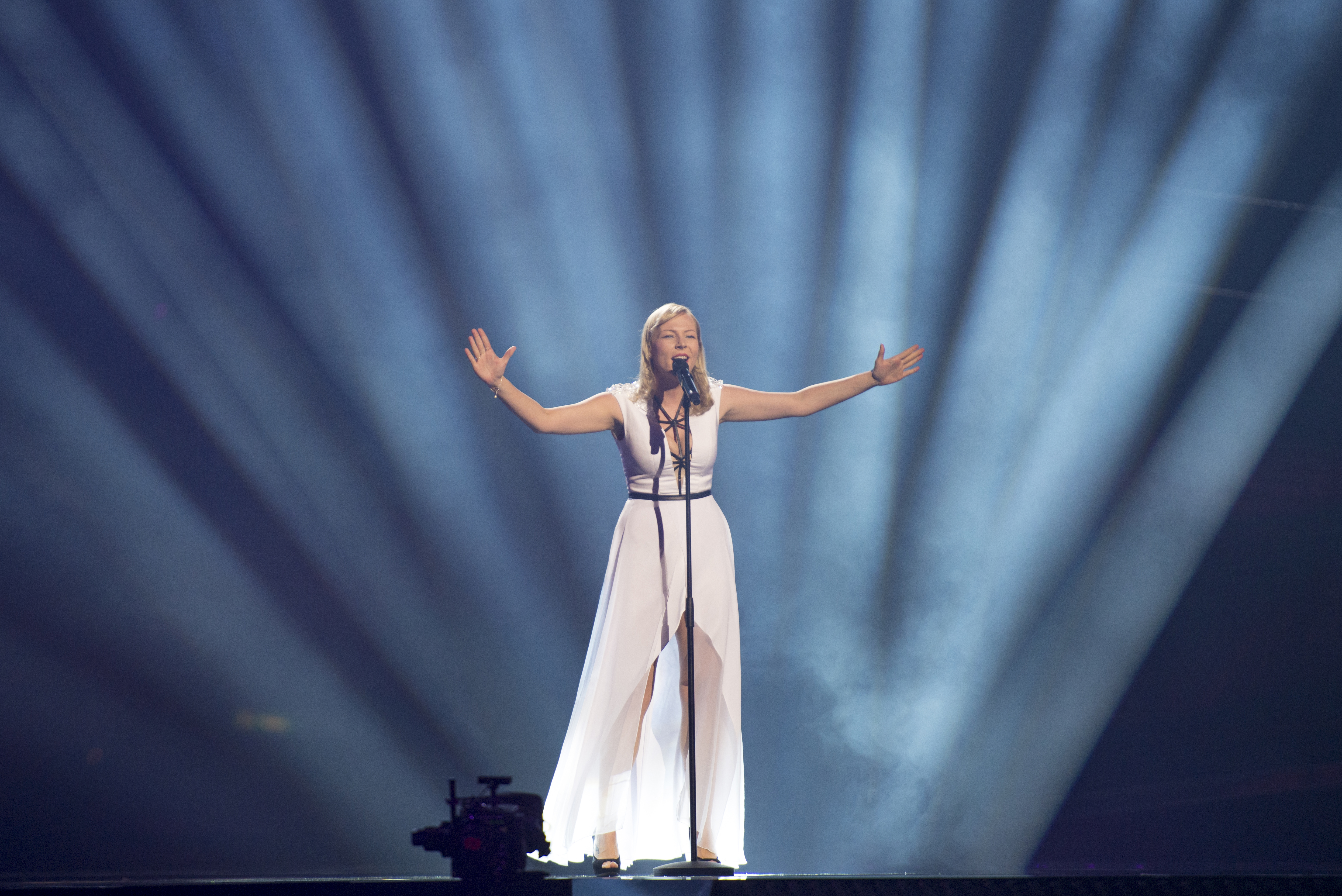
ManuElla i Stockholm 2016.

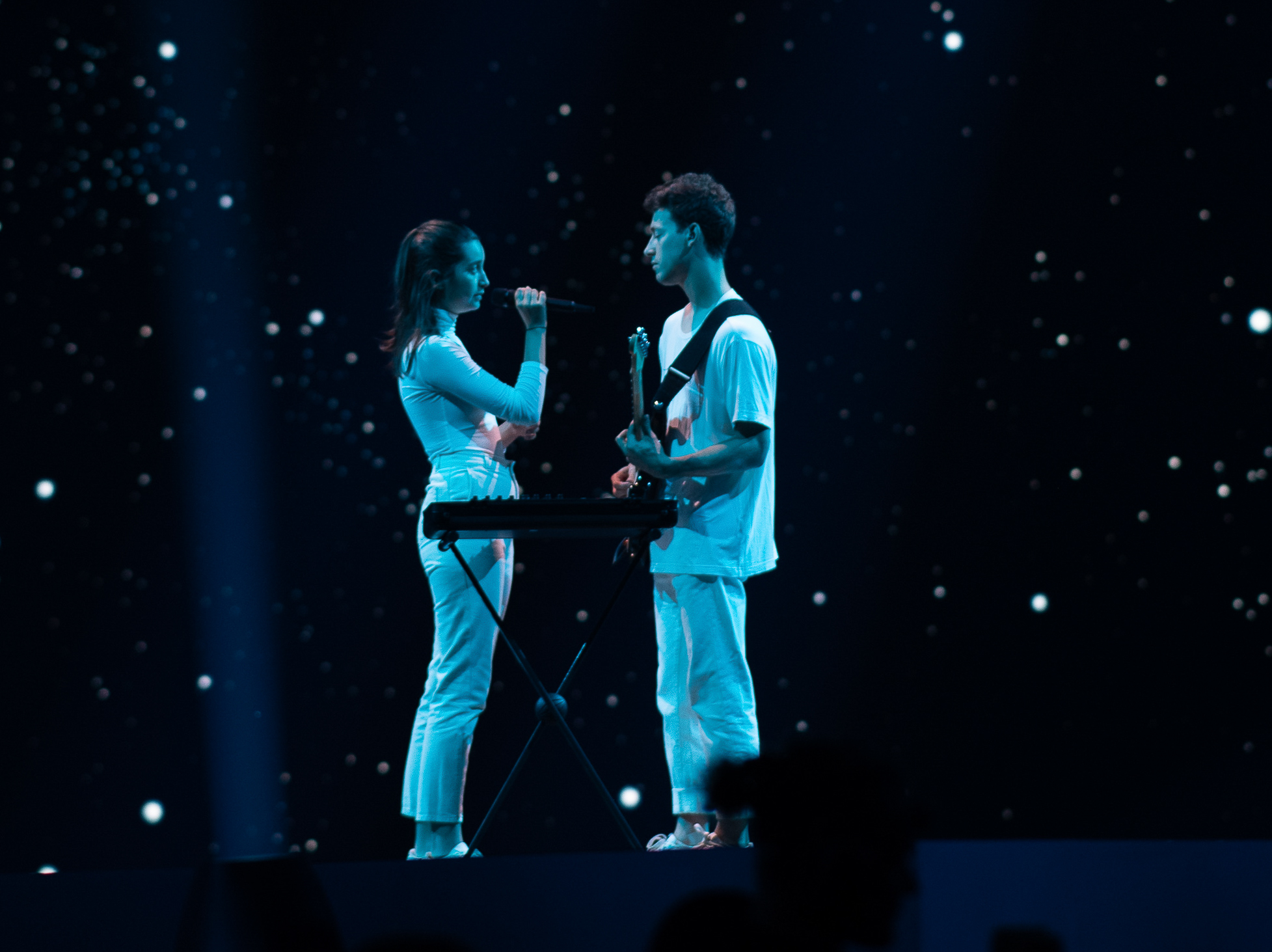
Zala Kralj & Gašper Šantl i Tel Aviv 2019.

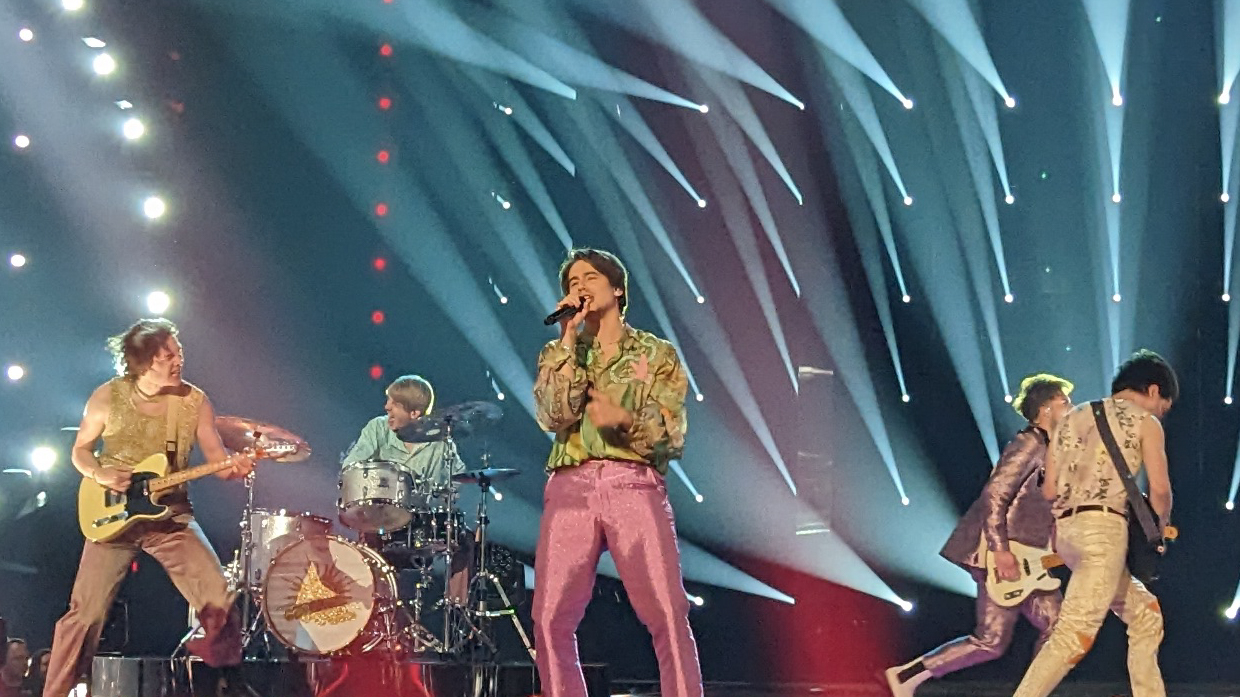
Joker Out i Liverpool 2023.

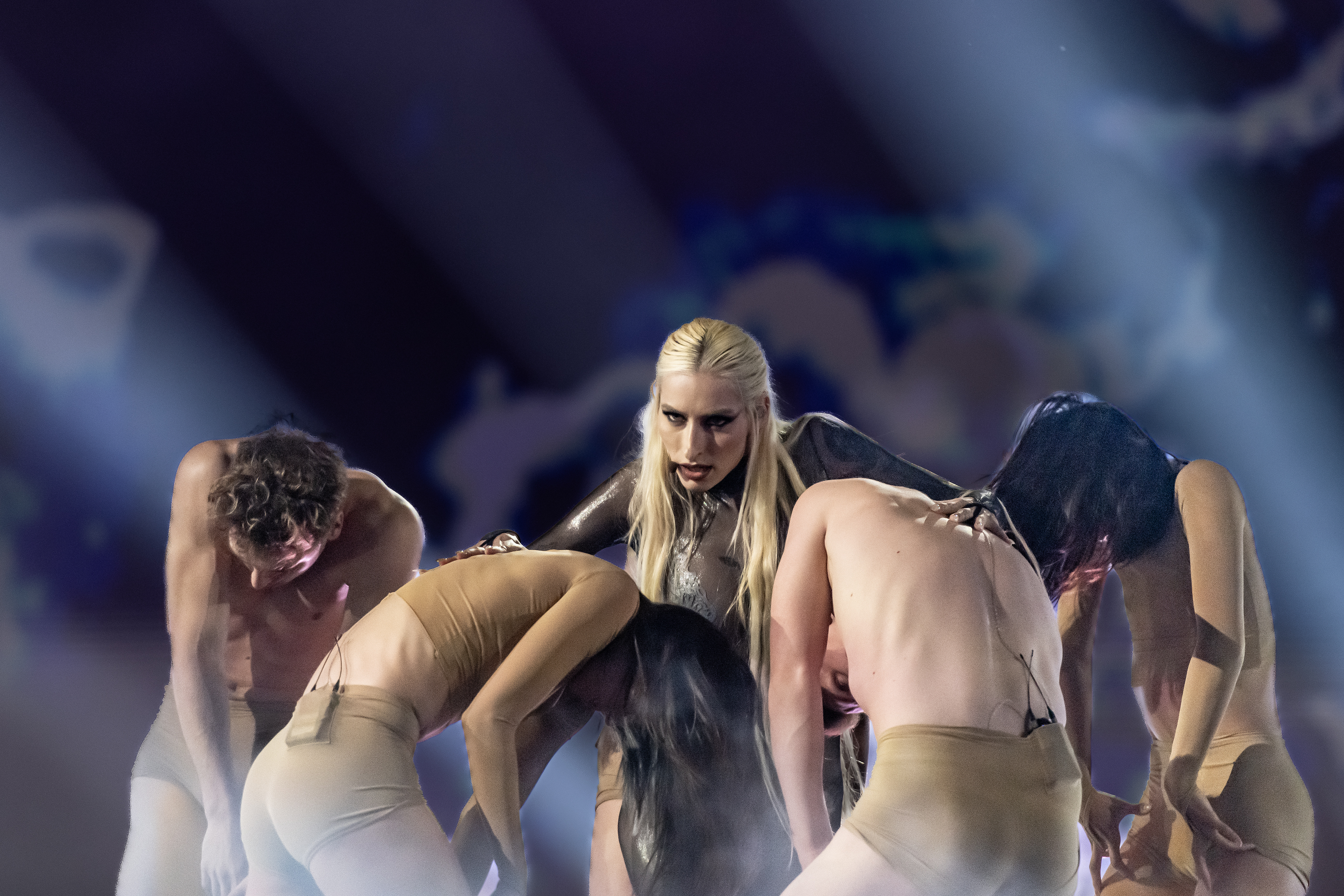
Raiven i Malmö 2024.

Slovenien debuterade i Eurovision Song Contest 1993 och har till och med 2025 deltagit 30 gånger. Det slovenska tv-bolaget Radiotelevizija Slovenija (RTVSLO) har ansvarat för Sloveniens medverkan varje år sedan 1993. Alla gånger man har varit med (förutom 2013, 2021, 2023 och 2024 då artisten och bidraget valdes internt) har landets artist och bidrag tagits ut genom en nationell uttagning. Slovenien ingick tidigare inom landskonstellationen Jugoslavien som deltog i tävlingen mellan 1961 och 1992.
Slovenien har hittills aldrig stått som slutgiltig vinnare i en ESC-final och ej heller kommit bland de tre första placeringarna i en final. Som bäst har landet kommit på sjundeplats i finalen åren 1995 och 2001. Slovenien vann dock i den östeuropeiska semifinalen för tävlingen 1993. Slovenien kom även på tredjeplats i sin semifinal 2011.

## Slovenien i Eurovision Song Contest

### Historia
Slovenien kom etta i den östeuropeiska semifinalen i Ljubljana vid sitt första försök att delta i Eurovision Song Contest 1993. Av sju deltagande länder gick dom tre bäst placerade länderna till tävlingen 1993. Slovenien kom på tjugoandra plats i finalen på sitt debutår. Från 1994 fram till 2003 var de dåvarande tävlingsreglerna sådana att länder som placerade sig sämre ett år fick avstå medverkan året därpå för att kunna göra plats åt andra länder som hade fått avstå året innan att delta (Sovjetunionens och Jugoslaviens fall resulterade i att flera länder ville delta vilket ledde till denna regel). Då Slovenien placerat sig dåligt i finalen 1993 tvingades man avstå från tävlingen 1994, samma sak hände när man fick avstå tävlan 2000 då man placerat sig dåligt året innan. Åren 1995 och 2001 gjorde man vid båda tillfällena sina bästa insatser i tävlingen hittills då man slutade på sjunde plats i finalen båda åren. När systemet med semifinal introducerades 2004 tog det tre år tills Slovenien skulle nå finalen, 2007, då operasångerskan Alenka Gotar tog landet till finalen och slutade på femtondeplats. Sedan införandet med två semifinaler 2008 har Slovenien varit i finalen sju gånger av sjutton försök. 2011 kom Slovenien att sluta trea i semifinalen och på trettonde plats i finalen vilket är landets bästa placering under denna perioden. 

### Nationell uttagningsform
Slovenien har som standardsystem att välja ut artisten och låten via en nationell uttagning, med undantag för 2013, 2021 och sedan 2023 då bidraget valts ut genom internval av RTVSLO. Åren 1993 och 1995 hette uttagningen "Slovenski izbor za Pesem Evrovizije" där upplägget endast var en final. 1996 introducerade man uttagningen EMA som till en början endast anordnades som en nationell final. Därefter har uttagningen från år till år ändrat sitt upplägg. Från att endast ha en final till att ha en eller flera semifinaler. 

## Resultattabell
| 1 | Vinnare                            |
| 2 | Andra plats                        |
| 3 | Tredje plats                       |
| ◁ | Sista plats                        |
| X | Ett bidrag valdes men tävlade inte |

| År               | Artist                           | Bidrag                        | Språk               | Final              | Poäng              | Semi               | Poäng              |
| ---------------- | -------------------------------- | ----------------------------- | ------------------- | ------------------ | ------------------ | ------------------ | ------------------ |
| 1993             | 1X Band                          | Tih Deževen Dan               | Slovenska           | 22                 | 9                  | 1                  | 54                 |
| Deltog inte 1994 |                                  |                               |                     |                    |                    |                    |                    |
| 1995             | Darja Švajger                    | Prisluhni Mi                  | Slovenska           | 7                  | 84                 | Inga semifinaler   | Inga semifinaler   |
| 1996             | Regina                           | Dan najlepših sanj            | Slovenska           | 21                 | 16                 | 19                 | 30                 |
| 1997             | Tanja Ribič                      | Zbudi Se                      | Slovenska           | 10                 | 60                 | Inga semifinaler   | Inga semifinaler   |
| 1998             | Vili Resnik                      | Naj bogovi slišijo            | Slovenska           | 18                 | 17                 | Inga semifinaler   | Inga semifinaler   |
| 1999             | Darja Švajger                    | For a Thousand Years          | Engelska            | 11                 | 50                 | Inga semifinaler   | Inga semifinaler   |
| Deltog inte 2000 |                                  |                               |                     |                    |                    |                    |                    |
| 2001             | Nuša Derenda                     | Energy                        | Engelska            | 7                  | 70                 | Inga semifinaler   | Inga semifinaler   |
| 2002             | Sestre                           | Samo ljubezen                 | Slovenska           | 13                 | 33                 | Inga semifinaler   | Inga semifinaler   |
| 2003             | Karmen Stavec                    | Nanana                        | Engelska            | 23                 | 7                  | Inga semifinaler   | Inga semifinaler   |
| 2004             | Platin                           | Stay Forever                  | Engelska            | Kvalificerade inte | Kvalificerade inte | 21                 | 5                  |
| 2005             | Omar Naber                       | Stop                          | Slovenska           | Kvalificerade inte | Kvalificerade inte | 12                 | 69                 |
| 2006             | Anžej Dežan                      | Mr Nobody                     | Engelska            | Kvalificerade inte | Kvalificerade inte | 16                 | 49                 |
| 2007             | Alenka Gotar                     | Cvet z juga                   | Slovenska           | 15                 | 66                 | 7                  | 140                |
| 2008             | Rebeka Dremelj                   | Vrag naj vzame                | Slovenska           | Kvalificerade inte | Kvalificerade inte | 11                 | 36                 |
| 2009             | Quartissimo & Martina Majerle    | Love Symphony                 | Engelska, slovenska | Kvalificerade inte | Kvalificerade inte | 16                 | 14                 |
| 2010             | Ansambel Roka Žlindre & Kalamari | Narodnozabavni rock           | Slovenska           | Kvalificerade inte | Kvalificerade inte | 16                 | 6                  |
| 2011             | Maja Keuc                        | No One                        | Engelska            | 13                 | 96                 | 3                  | 112                |
| 2012             | Eva Boto                         | Verjamem                      | Slovenska           | Kvalificerade inte | Kvalificerade inte | 17                 | 31                 |
| 2013             | Hannah Mancini                   | Straight Into Love            | Engelska            | Kvalificerade inte | Kvalificerade inte | 16                 | 8                  |
| 2014             | Tinkara Kovač                    | Spet (Round and Round)        | Engelska, slovenska | 25                 | 9                  | 10                 | 52                 |
| 2015             | Maraaya                          | Here For You                  | Engelska            | 14                 | 39                 | 5                  | 92                 |
| 2016             | ManuElla                         | Blue and Red                  | Engelska            | Kvalificerade inte | Kvalificerade inte | 14                 | 57                 |
| 2017             | Omar Naber                       | On My Way                     | Engelska            | Kvalificerade inte | Kvalificerade inte | 17                 | 36                 |
| 2018             | Lea Sirk                         | Hvala, ne!                    | Slovenska           | 22                 | 64                 | 8                  | 132                |
| 2019             | Zala Kralj & Gašper Šantl        | Sebi                          | Slovenska           | 15                 | 105                | 6                  | 167                |
| 2020             | Ana Soklič                       | Voda                          | Slovenska           | Tävlingen inställd | Tävlingen inställd | Tävlingen inställd | Tävlingen inställd |
| 2021             | Ana Soklič                       | Amen                          | Engelska            | Kvalificerade inte | Kvalificerade inte | 13                 | 44                 |
| 2022             | LPS                              | Disko                         | Slovenska           | Kvalificerade inte | Kvalificerade inte | 17                 | 15                 |
| 2023             | Joker Out                        | Carpe Diem                    | Slovenska           | 21                 | 78                 | 5                  | 103                |
| 2024             | Raiven                           | Veronika                      | Slovenska           | 23                 | 27                 | 9                  | 51                 |
| 2025             | Klemen                           | How Much Time Do We Have Left | Engelska            | Kvalificerade inte | Kvalificerade inte | 13                 | 23                 |

## Röstningshistoria 1993-2022
Källa: Eurovision Song Contest Database

### Slovenien hargivitflest poäng till
| Endast finaler | Endast finaler          | Endast finaler |
| Nr             | Land                    | Poäng          |
| -------------- | ----------------------- | -------------- |
| 1              | Serbien                 | 129            |
| 2              | Kroatien                | 125            |
| 3              | Sverige                 | 125            |
| 4              | Italien                 | 113            |
| 5              | Bosnien och Hercegovina | 100            |

| Finaler och semifinaler | Finaler och semifinaler | Finaler och semifinaler |
| Nr                      | Land                    | Poäng                   |
| ----------------------- | ----------------------- | ----------------------- |
| 1                       | Kroatien                | 223                     |
| 2                       | Serbien                 | 215                     |
| 3                       | Sverige                 | 187                     |
| 4                       | Bosnien och Hercegovina | 151                     |
| 5                       | Ukraina                 | 142                     |

### Slovenien harmottagitflest poäng av
| Endast finaler | Endast finaler          | Endast finaler |
| Nr             | Land                    | Poäng          |
| -------------- | ----------------------- | -------------- |
| 1              | Kroatien                | 81             |
| 2              | Bosnien och Hercegovina | 61             |
| 3              | Serbien                 | 38             |
| 4              | Ryssland                | 35             |
| 5              | Nordmakedonien          | 33             |

| Finaler och semifinaler | Finaler och semifinaler | Finaler och semifinaler |
| Nr                      | Land                    | Poäng                   |
| ----------------------- | ----------------------- | ----------------------- |
| 1                       | Kroatien                | 153                     |
| 2                       | Bosnien och Hercegovina | 110                     |
| 3                       | Serbien                 | 97                      |
| 4                       | Montenegro              | 91                      |
| 5                       | Polen                   | 83                      |